# Pi Fornacis
Pi Fornacis (12 Fornacis) é uma estrela na direção da constelação de Fornax. Possui uma ascensão reta de 02h 01m 14.80s e uma declinação de −30° 00′ 05.6″. Sua magnitude aparente é igual a 5.34. Considerando sua distância de 278 anos-luz em relação à Terra, sua magnitude absoluta é igual a 0.68. Pertence à classe espectral G8III.